# Kennedy Kimutai
Kennedy Kimutai Cheruiyot, ook wel Kennedy Kimutai Kaptila (18 juni 1990), is een Keniaanse langeafstandsloper, die is gespecialiseerd in het lopen van wegwedstrijden.

## Loopbaan
In Nederland behaalde Kimutai verschillende topvijfklasseringen bij grote wegwedstrijden, zoals Dam tot Damloop (4e in 2011), Singelloop Utrecht (4e in 2011), Zevenheuvelenloop (4e in 2012), Stadsloop Appingedam (5e in 2012) en City-Pier-City Loop (4e in 2013).

## Persoonlijke records
Baan
| Onderdeel | Prestatie | Datum        | Plaats         |
| --------- | --------- | ------------ | -------------- |
| 5000 m    | 13.35,86  | 18 juli 2009 | Heusden-Zolder |
| 10.000 m  | 27.50,7   | 14 juni 2009 | Casablanca     |

Weg
| Onderdeel      | Prestatie | Datum             | Plaats   |
| -------------- | --------- | ----------------- | -------- |
| 10 km          | 27.43     | 18 september 2011 | Zaandam  |
| 15 km          | 42.08     | 18 september 2011 | Zaandam  |
| 20 km          | 57.50     | 10 maart 2013     | Den Haag |
| halve marathon | 1:00.39   | 6 oktober 2019    | Cardiff  |

## Palmares

### 10.000 m
- 2009:  Gran Premio Brasil in Belem - 28.22,54
- 2009:  CCH International Meeting in Casablanca - 27.50,7

### 10 km
- 2011: 4e Singelloop Utrecht - 27.58
- 2011:  Marrakech - 28.25
- 2011: 5e Course des As Renault Hommes in Rennes - 28.46
- 2012: 5e Stadsloop Appingedam - 29.26
- 2012: 4e Grand Berlin - 28.14
- 2013: 4e Rahal Memorial in Casablanca - 28.13
- 2013:  Singelloop Utrecht - 28.28

### 15 km
- 2011:  Puy-en-Velay - 44.02
- 2012: 4e Zevenheuvelenloop - 42.28,8
- 2013:  Puy-en-Velais in Puy-en-Velay - 43.48
- 2014: 6e Montferland Run - 45.32

### 10 Eng. mijl
- 2011: 4e Dam tot Damloop - 45.15

### 20 km
- 2012:  Maroilles - 59.07

### halve marathon
- 2011:  halve marathon van Marrakech - 1:02.05
- 2011:  halve marathon van Leiden - 1:01.30
- 2012: 5e halve marathon van Olomouc - 1:05.24
- 2012:  Bredase Singelloop - 1:01.08
- 2013: 4e City-Pier-City Loop - 1:01.00
- 2013:  halve marathon van Berkane - 1:01.58
- 2014:  halve marathon van Sfax - 1:03.53
- 2019: 4e halve marathon van Cardiff - 1:00.39

### marathon
- 2011: 10e marathon van Barcelona - 2:19.33
- 2011:  marathon van Colombo - 2:28.16
- 2012: 4e marathon van Luxemburg - 2:22.32
- 2013: 18e marathon van Tiberias - 2:16.40